# Ligier
A Ligier é um fabricante francês de automóveis e micro-ônibus fundado em 1969 pelo ex-piloto de corridas e jogador de râguebi Guy Ligier especializada na fabricação de microcarros, tornando-se mais conhecido pela sua participação na Fórmula 1 entre 1976 e 1996.
Em colaboração com a Automobiles Martini, a entidade Ligier-Martini ofereceu protótipos esportivos usados nas corridas de resistência ou corridas de montanha (CN). Após o anúncio da criação do novo LMP3 pela ACO, a Ligier-Martini associou-se com a Onroak Automotive (o departamento fabricante da OAK Racing) para oferecer uma gama completa de protótipos (CN, LMP3, LMP1 e LMP2).
Depois de enfrentar dificuldades com a crise do petróleo nos anos 1970, a empresa foi comprada pelo grupo italiano Piaggio.